# Выпасной
Выпасной — сельский населённый пункт в Котельниковском районе Волгоградской области. Административный центр Выпасновского сельского поселения. 

## История
Посёлок основан в годы коллективизации как центральная усадьба совхоза "Выпасной". По состоянию на 1 января 1936 года входил в состав Край-Балковского сельсовета. В 1954 году Край-Балковский сельсовет был переименован в Выпасновский поселковый совет, усадьба совхоза Выпасной стала центром поссовета. С 1961 года значится в документах как посёлок Выпасной.

## География
Посёлок расположен в верховьях балки Крутая 35 км к востоку от города Котельниково.

## Население
| 2002 |
| ---- |
| 768  |

| 2010 |
| ---- |
| 864  |